# Geometriai eloszlás
A geometriai eloszlás egy diszkrét valószínűségi eloszlás független Bernoulli-kísérletek esetére. Két változata létezik:
A változat
A siker eléréséhez szükséges Bernoulli-kísérletek {\displaystyle X} számának a valószínűségi eloszlása. Ez az eloszlás a {\displaystyle \{1,2,3,\dots \}} halmazon értelmezett.
B változat
A siker előtti sikertelen kísérletek {\displaystyle Y} számának az eloszlása. Ez az eloszlás a {\displaystyle \{0,1,2,\dots \}} halmazon értelmezett.
A két változat összefüggése {\displaystyle X=Y+1}.
A geometriai eloszlás felhasználható:
- egy megadott esemény előtti várakozási idők elemzésénél például a készülékek és alkatrészek élettartamának meghatározása = a várakozási idő az első meghibásodásig
- a gyakori események számának meghatározása két egymástól független ritka esemény között; alkalmazási területek például a készülékek megbízhatóságának vizsgálata, biztosítási matematika, adatátvitel hibaarányának meghatározása

## Meghatározás
Egy kísérlet két lehetséges kimenetele közül egy adott esemény bekövetkezésének valószínűségét jelöljük {\displaystyle p} -vel. Ekkor az ellentett esemény valószínűsége {\displaystyle q=1-p}.
Akkor beszélünk geometriai eloszlásról, ha
A változat
annak a valószínűsége, hogy az első sikerhez pontosan {\displaystyle n} kísérletre van szükség,
{\displaystyle \operatorname {P} (X=n)=p(1-p)^{n-1}=pq^{n-1}\quad (n=1,2,\dots )}
B változat
annak a valószínűsége, hogy az első siker előtt pontosan {\displaystyle n} sikertelen kísérlet legyen
{\displaystyle \operatorname {P} (Y=n)=p(1-p)^{n}=pq^{n}\quad (n=0,1,2,\dots )}

## A geometriai eloszlást jellemző számok
Várható értéke:
A változat:
{\displaystyle \operatorname {E} (X)={\frac {1}{p}}}
B változat:
{\displaystyle \operatorname {E} (Y)=\operatorname {E} (X)-1={\frac {1-p}{p}}}.
Szórása:
Mindkét változat szórása:
{\displaystyle \mathbf {D} (X)={\sqrt {\frac {1-p}{p^{2}}}}}.
Ferdesége:
{\displaystyle \operatorname {v} (X)=\operatorname {v} (Y)={\frac {2-p}{\sqrt {1-p}}}}.
Lapultsága:
{\displaystyle \beta _{2}={\frac {p^{2}-6p+6}{1-p}}}.

## Tulajdonságok
- A geometriai eloszlás örökifjú, azaz a várt esemény valószínűsége nem függ az addig eltelt várakozási időtől, és ez az egyetlen ilyen diszkrét eloszlás.

A változat:
{\displaystyle \operatorname {P} (X=n+k\,|\,X>n)=\operatorname {P} (X=k)\quad n,k=1,2,\dots }
B változat:
{\displaystyle \operatorname {P} (Y=n+k\,|\,Y\geq n)=\operatorname {P} (Y=k)\quad n,k=0,1,2,\dots }
- A geometrikus eloszlás nem stabil, vagyis, ha U, V geometriai eloszlású valószínűségi változók, akkor {\displaystyle {\frac {U+V-a}{b}}} nem biztos, hogy újra geometrikus eloszlású lesz. A centrális határeloszlás-tétel miatt az egyetlen véges szórású stabil eloszláscsalád a normális eloszlások családja.
- Az {\displaystyle X_{1},\dots ,X_{k},} független geometrikus eloszlású valószínűségi változók összege

{\displaystyle X=\sum _{i=1}^{k}X_{i},}
amennyiben mindegyiknek ugyanaz a p a paramétere, negatív binomiális eloszlású.
- A geometriai eloszlások karakterisztikus függvényei:

A változat:
{\displaystyle \phi _{X}(s)={\frac {pe^{is}}{1-(1-p)e^{is}}}}.
B változat:
{\displaystyle \phi _{Y}(s)={\frac {p}{1-(1-p)e^{is}}}}.
- A geometriai eloszlások generátorfüggvényei:

A változat:
{\displaystyle m_{X}(s)={\frac {pe^{s}}{1-(1-p)e^{s}}}}
B változat:
{\displaystyle m_{Y}(s)={\frac {p}{1-(1-p)e^{s}}}}.

## Kapcsolat más eloszlásokkal

### Negatív binomiális eloszlás
A negatív binomiális eloszlás a geometrikus eloszlás általánosítása több sikeres kísérletre. Ezt kétféleképpen fogalmazzák be: vagy az r-edik sikeres kísérletre várnak, vagy azt emelik ki, hogy az r-edik sikeres kísérletre n próbálkozásra volt szükség.
A geometrikus eloszlás éppen az r=1 paraméterhez tartozó negatív binomiális eloszlás.

### Exponenciális eloszlás
Legyenek az {\displaystyle X_{1},X_{2},X_{3}\ldots } geometrikus valószínűségi változók paraméterei {\displaystyle p_{1},p_{2},p_{3}\ldots }, és legyen {\displaystyle \lim _{n\to \infty }np_{n}=\lambda } egy pozitív λ konstansra. Ekkor a {\displaystyle {\frac {X_{n}}{n}}} sorozat tart egy λ paraméterű exponenciális eloszlású valószínűségi változóhoz.
A folytonos exponenciális eloszlás a diszkrét geometriai eloszláshoz hasonlóan egy ritka, Poisson-eloszlású eseményre vár. Az exponenciális eloszlás így a geometriai eloszlás folytonos analógja.

## Levezetések

### A várható érték levezetése
A geometriai eloszlás várható értéke többféleképpen is kiszámítható:
- {\displaystyle \operatorname {E} (X)=p\sum _{k=1}^{\infty }k\,(1-p)^{k-1}=p{\frac {\operatorname {d} }{\operatorname {d} (1-p)}}\sum _{k=1}^{\infty }\,(1-p)^{k}=-p{\frac {\operatorname {d} }{\operatorname {d} p}}\left(\sum _{k=0}^{\infty }\,(1-p)^{k}\right)=-p{\frac {\operatorname {d} }{\operatorname {d} p}}\left({\frac {1}{p}}\right)={\frac {1}{p}}}.

- {\displaystyle \operatorname {E} (X)=\sum _{k=1}^{\infty }kp(1-p)^{k-1}=\sum _{k=0}^{\infty }(k+1)p(1-p)^{k}=\sum _{k=0}^{\infty }kp(1-p)^{k}+\sum _{k=1}^{\infty }p(1-p)^{k-1}=(1-p)\operatorname {E} (X)+1\Rightarrow \operatorname {E} (X)={\frac {1}{p}}}

ahol {\displaystyle \sum _{k=1}^{\infty }p(1-p)^{k-1}=1}, mivel az eloszlásfüggvény {\displaystyle p(1-p)^{k-1}}.
- Az {\displaystyle \operatorname {E} (X)} várható érték az örökifjú tulajdonság miatt esetszétválasztással is számítható. p valószínűséggel az első esemény sikeres lesz, ezzel X=1 valósul meg, különben X>1 lesz 1-p valószínűséggel. Az örökifjú tulajdonság miatt a szükséges kísérletek száma megint {\displaystyle \operatorname {E} (X)}. Ezzel :{\displaystyle \operatorname {E} (X)=p\cdot 1+(1-p)\cdot (1+\operatorname {E} (X))=1+(1-p)\cdot \operatorname {E} (X)}, tehát {\displaystyle \operatorname {E} (X)={\frac {1}{p}}}.
- n kísérletből várhatóan {\displaystyle n\cdot p} lesz sikeres. Így a két sikeres kísérlet közötti várakozási idő

{\displaystyle {\frac {n}{n\cdot p}}}, vagyis {\displaystyle \operatorname {E} (X)={\frac {1}{p}}}.

### A szórás levezetése
A szórás helyett célszerűbb a szórásnégyzettel számolni.
| {\displaystyle \operatorname {\sigma ^{2}} (X)} | {\displaystyle =E(X^{2})-E(X)^{2}=p\sum _{k=1}^{\infty }k^{2}(1-p)^{k-1}-{\frac {1}{p^{2}}}} |
|                                                 | {\displaystyle =p\sum _{k=1}^{\infty }k(k+1)(1-p)^{k-1}-p\sum _{k=1}^{\infty }k(1-p)^{k-1}-{\frac {1}{p^{2}}}} |
|                                                 | {\displaystyle =p{\frac {\operatorname {d} ^{2}}{\operatorname {d} p^{2}}}\sum _{k=1}^{\infty }(1-p)^{k+1}+p{\frac {\operatorname {d} }{\operatorname {d} p}}\sum _{k=1}^{\infty }(1-p)^{k}-{\frac {1}{p^{2}}}}                                                   |
|                                                 | {\displaystyle =p{\frac {\operatorname {d} ^{2}}{\operatorname {d} p^{2}}}\left(\sum _{k=0}^{\infty }(1-p)^{k}\cdot (1-p)^{2}\right)+p{\frac {\operatorname {d} }{\operatorname {d} p}}\left(\sum _{k=0}^{\infty }(1-p)^{k}\cdot (1-p)\right)-{\frac {1}{p^{2}}}} |
|                                                 | {\displaystyle =p{\frac {\operatorname {d} ^{2}}{\operatorname {d} p^{2}}}\left({\frac {1}{1-(1-p)}}\cdot (1-p)^{2}\right)+p{\frac {\operatorname {d} }{\operatorname {d} p}}\left({\frac {1}{1-(1-p)}}\cdot (1-p)\right)-{\frac {1}{p^{2}}}}                     |
|                                                 | {\displaystyle =p{\frac {\operatorname {d} ^{2}}{\operatorname {d} p^{2}}}\left({\frac {(1-p)^{2}}{p}}\right)+p{\frac {\operatorname {d} }{\operatorname {d} p}}\left({\frac {1-p}{p}}\right)-{\frac {1}{p^{2}}}}                                                 |
|                                                 | {\displaystyle =p\cdot {\frac {2}{p^{3}}}-p\cdot {\frac {1}{p^{2}}}-{\frac {1}{p^{2}}}={\frac {2}{p^{2}}}-{\frac {1}{p}}-{\frac {1}{p^{2}}}={\frac {1}{p^{2}}}-{\frac {1}{p}}}.                                                                                   |